# パトリック・オルトリープ
パトリック・オルトリープ（Patrick Ortlieb, 1967年5月17日 - ）は、オーストリア、ブレゲンツ出身の元アルペンスキー選手。1992年アルベールビルオリンピックの金メダリスト。

## 経歴
オルトリープがスキーを始めたのは比較的遅く、13歳の時だった。滑降のスペシャリストで、1992年のアルベールビルオリンピックでの優勝のほか、ワールドカップでも18個のメダルを獲得しており、1996年のシエラネバダ世界選手権でも金メダルを獲得している。また、1994年リレハンメルオリンピックでは4位だった。
アルベールビルオリンピック当時、滑降の第一人者は前年のザールバッハ世界選手権の覇者でワールドカップ3連覇中の帝王フランツ・ハインツァーで、ワールドカップ未勝利のオルトリープの金メダルはフロックの扱いだった。しかし、1994年のワールドカップ・キッツビューエル大会での勝利、さらには1996年の世界選手権での勝利で、オリンピックでの勝利がフロックでないことを証明して見せた。
1999年キッツビューエル・ハーネンカムコースでの練習中の大事故で、オルトリープの競技人生は突然に終わりを告げた。同年、極右政党オーストリア自由党から国民議会議員となり、3年間在職した。現在はホテルを経営している。

## ワールドカップでの勝利
| 日程       | 開催地           | 種目           |
| ---------- | ---------------- | -------------- |
| 1993/12/18 | ヴァルガルデナ   | 滑降           |
| 1994/01/15 | キッツビューエル | 滑降           |
| 1994/12/11 | ティーニュ       | スーパー大回転 |
| 1995/12/16 | ヴァルガルデナ   | 滑降           |